# Antonín Potůček
Antonín Potůček (?1879 – ?1937) byl český hokejový brankář a jeden z hokejových průkopníků v Čechách. Hrál v klubu KC Ruch. V roce 1909 se stal účastníkem prvního mezinárodního hokejového turnaje ve francouzském Chamonix. Potůček zpočátku mezi reprezentanty nefiguroval, ale na turnaj přicestoval jako záskok za Josefa Grusse, který se jako delegát účastnil kongresu LIHG. Potůček si náklady na cestu částečně financoval sám a zbytek se povedlo vybrat časopisu Sport a hry. Na turnaji odchytal dva zápasy. První zápas 24. ledna proti Velké Británii, který skončil prohrou českého výběru 0:11 a druhý zápas 25. ledna proti Belgii, který Češi prohráli výsledkem 1:4. V zápase proti Belgii si poranil koleno. Někdy bývá uváděn jako Antonín Topůček, ale dle historických záznamů se jednalo pravděpodobně o přezdívku.

Dle článku na Seznam zprávách z dubna 2023 se brankář ve skutečnosti jmenoval Miloslav Augustin Potůček a byl synem předsedy českého hokejového svazu Jaroslava Potůčka. Emigroval do Ameriky, v Atlantě se stal tenisovým trenérem a operním pěvcem. Zemřel v roce 1965.